# マッチングパズル
マッチングパズルとは、パネルやタイルまたは積み木などのブロックを用い、それらに描かれた色や模様が意味のある図柄や法則性のある模様になるよう、位置や形を揃えるパズルである。
ジグソーパズルもこの範疇に入ると考えられる。

## 主なパズル
マクマホンタイル
正方形の4辺を塗り分けたタイルを用い、同じ色の辺が隣り合うように並べるパズル。3色24枚のセットを用い、辺の色が1色の長方形を作ることができる。
ザイルトリック
ロープが書かれたタイルを並べ、1つながりのロープを作るパズル。
ドデカパズル
正十二面体の表面に条件に沿ってタイルを張るパズル。頂点の合計が9になるようにする「ノナ」と呼ばれる作品が有名である。